# Wyścig (film 2013)

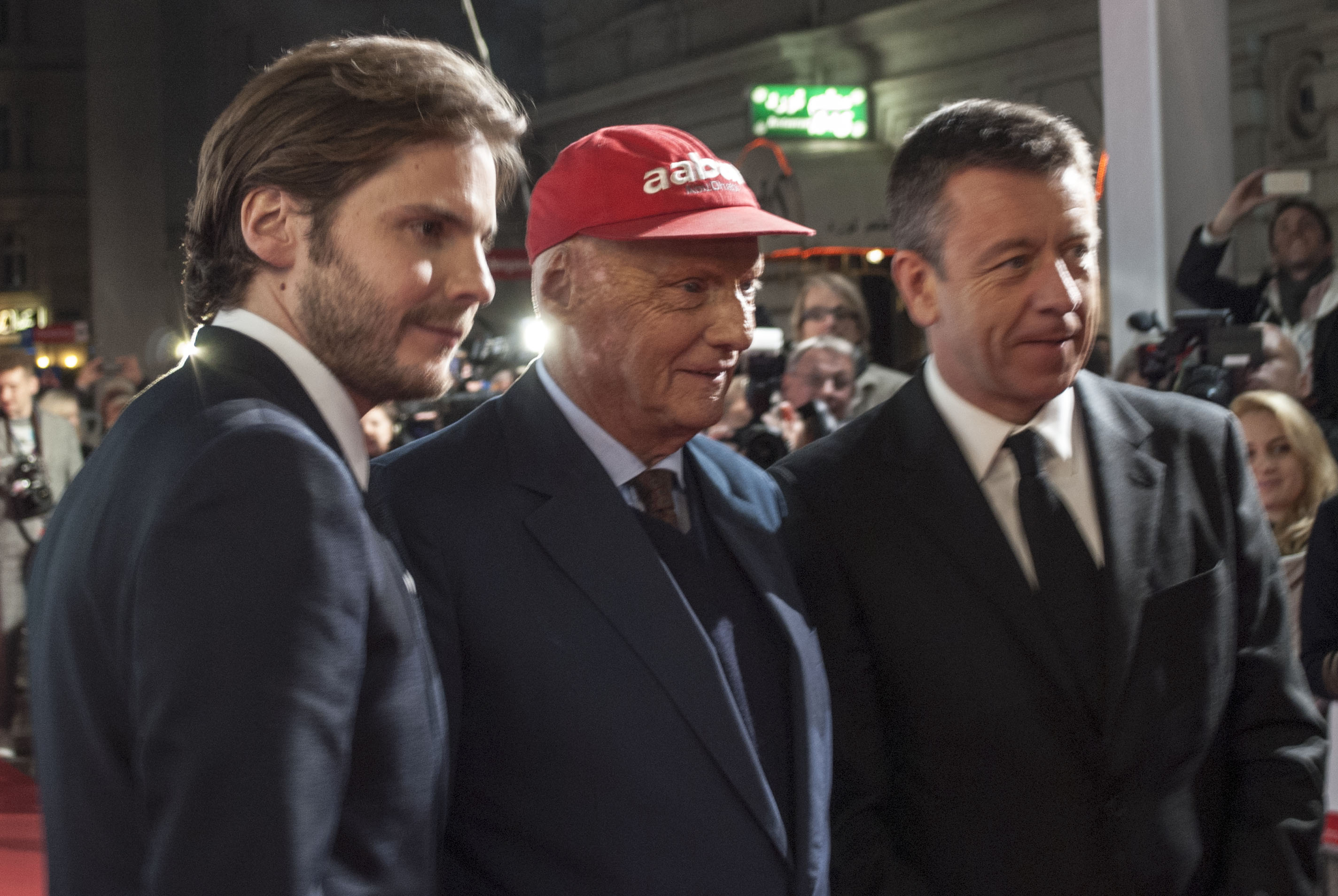
Daniel Brühl, Niki Lauda i Peter Morgan 30 września 2013 roku podczas premiery filmu w Wiedniu.

Wyścig (ang. Rush) – amerykańsko-brytyjsko-niemiecki biograficzny dramat sportowy z 2013 roku w reżyserii Rona Howarda. Oparty na faktach film opowiadał o rywalizacji dwóch słynnych kierowców Formuły 1: Jamesa Hunta i Nikiego Laudy. Jego premiera miała miejsce 13 września 2013 roku.

## Produkcja
Zdjęcia realizowane były w pierwszej połowie 2012 roku na terenie Anglii, Niemiec i Austrii. W Anglii film kręcono na torach wyścigowych: Brands Hatch (hrabstwo Kent), Snetterton (Norfolk), Cadwell Park (Lincolnshire) oraz dodatkowo Donington Park (Leicestershire). Wykorzystano także lotnisko Blackbushe Airport w hrabstwie Hampshire. W filmie pojawiła się również rezydencja Easton Neston House (Northamptonshire) i Cordeaux School (Lincolnshire). 
W Niemczech nakręcono sceny na historycznym torze wyścigowym Nürburgring (Nadrenia-Palatynat) oraz w Kolonii, a w Austrii wczesne lata Nikiego sportretowano na tle plenerów wiedeńskich, zwłaszcza położonej w centrum miasta ulicy Singerstrasse.

## Fabuła
Historia rywalizacji dwóch kierowców Formuły 1, Jamesa Hunta i Nikiego Laudy.

## Obsada
- Chris Hemsworth – James Hunt
- Daniel Brühl – Niki Lauda
- Alexandra Maria Lara – Marlene Knaus
- Olivia Wilde – Suzy Miller
- Natalie Dormer – Gemma
- Christian McKay – Alexander Hesketh
- Alessandro De Marco – Daniele Audetto
- Antti Hakala – Hans-Joachim Stuck
- Pierfrancesco Favino – Clay Regazzoni
- Nathanjohn Carter – reprezentant Goodyear
- Ilario Calvo – Luca Cordero di Montezemolo[7]
- David Calder – Louis Stanley, szef BRM
- Alistair Petrie – Stirling Moss
- Colin Stinton – Teddy Mayer